# Municipio de Uxpanapa
El municipio de Uxpanapa es uno de los 212 municipios que integran el estado mexicano de Veracruz. Está situado en la Región Olmeca al extremo sureste del territorio estatal.

## Geografía
Uxpanapa está localizado en el extremo sureste de Veracruz, limita al norte con el municipio de Hidalgotitlán y con el municipio de Minatitlán, al oeste con el municipio de Jesús Carranza y al este con el municipio de Las Choapas; al sur, limita con el estado de Oaxaca, en particular con el municipio de Santa María Chimalapa. Su extensión territorial es de 913,0 km² que representan el 12.65% del total del estado de Veracruz. Esta región tiene la riqueza biológica más grande en México, Norte y Sur América, por tener la selva Zoque y colinda con la Selva de los Chimalapa en Oaxaca.

### Orografía e hidrografía
El territorio de Uxpanapa es un extenso valle situado a una altitud promedio de 38.25 m s. n. m. sin que existan elevaciones de importancia en su territorio.
El municipio es atravesado por numerosos ríos, siendo el principal el río Uxpanapa, que da su nombre al municipio y al valle en que se encuentra asentado, además se encuentran los ríos Juanes, Utuapa, Santo Domingo, Pedregal, Tonalá, Nanchital, Chocamán, además de numerosos arroyos como el Alegre, Jaltepec, El Remolino y existen también lagunas como la Laguna El Manatí, la Laguna La Merced, la Laguna San Pedro y la Laguna Tecuanapa. Hidrológicamente el territorio pertenece a la Cuenca del Río Coatzacoalcos y a la Región hidrológica Coatzacoalcos.

### Clima y ecosistemas
El clima de Uxpanapa es tropical, oficialmente está clasificado como Cálido húmedo con abundantes lluvias en verano, la temperatura media anual en la mayor parte del territorio fluctúa entre los 24 y 26 °C, a excepción de dos zonas del sur y sureste que registran entre 22 y 24 °C; su precipitación pluvial es de las mayores del país, el promedio anual en la mayoría del municipio es de 1,500 a 2,000 mm y en dos zonas una al extremo sur y otra al este registra un promedio de 2,500 a 3,500 mm. Puede llover hasta 1 mes entero empezando en noviembre, la temporada seca inicia en marzo y termina en junio.
La gran mayoría de Uxpanapa está cubierto por la selva, a excepción de una franja central dedicada a la agricultura, el desarrollo de esta región agrícola fue la base de la población y fundación del municipio.   

## Demografía
De acuerdo con los resultados del Conteo de Población y Vivienda realizado por el Instituto Nacional de Estadística y Geografía en 2005 la población total del municipio de Uxpanapa es de 24,906 habitantes, de los cuales 12,301 son hombres y 12,605 son mujeres. Existen varios grupos indígenas en el municipio, el más común de ellos es el Chinanteco, la región tiene una rica historia indígena.

### Localidades
El municipio tiene un total de 71 localidades. Las principales localidades y su población son las siguientes:
| Localidad                        | Población |
| Total Municipio                  | 24,906    |
| La Chinantla (Poblado 10)        | 2,579     |
| Helio García Alfaro (Poblado 11) | 1,607     |
| Río Uxpanapa (Poblado 14)        | 1,589     |
| La Horqueta (Poblado 12)         | 1,471     |
| Hermanos Cedillo (Poblado 2 A)   | 1,184     |
| Poblado 5                        | 1,184     |
| Niños Héroes (Los Juanes)        | 992       |
| La Laguna (Poblado 6 Almanza)    | 800       |

## Política
Varios grupos indígenas poblaron la zona en épocas ancestrales, hoy en día pueden encontrarse hachas de piedra de origen olmeca de diferentes colores, hoyas de origen Zoque y cabezas humanas y animales de barro de origen Chimalapa en varias poblaciones de la región. Existen ciudades antiguas en la región, aunque los habitantes las guardan con mucho recelo y es casi imposible el acceder a ellas, por miedo al saqueo de las antigüedades indígenas. El grupo más antiguo que aún habita la zona son los Chinantecos, concentrados especialmente en el Poblado 1 (Villa Juárez)
El municipio fue poblado por varios grupos indígenas provenientes de la zona norte de Chiapas, desplazados después de la construcción de la Presa Nezahualcóyotl (Malpaso)
El gobierno hizo construcciones idénticas en cada población principal que aún pueden verse e hizo banquetas en estas comunidades,  estas fueron enumeradas iniciando con Poblado 1 (hoy Villa Juárez), Poblado 2 (hoy Hermanos Zedillo) Poblado 3 (hoy Plan de Arroyo) y así hasta llegar al Poblado 15 (hoy Los Amarillos) Para ingresar al área era necesario tener una identificación especial, ya que la única vía de acceso era la carretera Sarabia-Uxpanapa y era necesario presentar su identificación en el Río de la colonia Cuauhtémoc para cruzar en la panga. Muchos ingresaron sin permiso oficial y fundaron otras poblaciones como La Esmeralda en Santa María Chimalapa Oaxaca, Juan de la Luz Enríquez, en Jesús Carranza Veracruz, 24 de Febrero y otras poblaciones, luego lucharon por su reconocimiento oficial.
El municipio de Uxpanapa fue creado por decreto del Congreso de Veracruz el 31 de enero de 1997 con territorio segregado de los municipios de Hidalgotitlán, Jesús Carranza, Las Choapas y Minatitlán. El gobierno municipal le corresponde al Ayuntamiento, que está formado por un Presidente Municipal, un síndico y un único regidor electo por el principio de representación proporcional, el periodo de gobierno municipal comienza el día 1 de enero del año siguiente a la elección y tiene una duración de cuatro años, no pudiendo ser reelectos los miembros del Ayuntamiento para el periodo inmediato, pero si de manera no consecutiva.

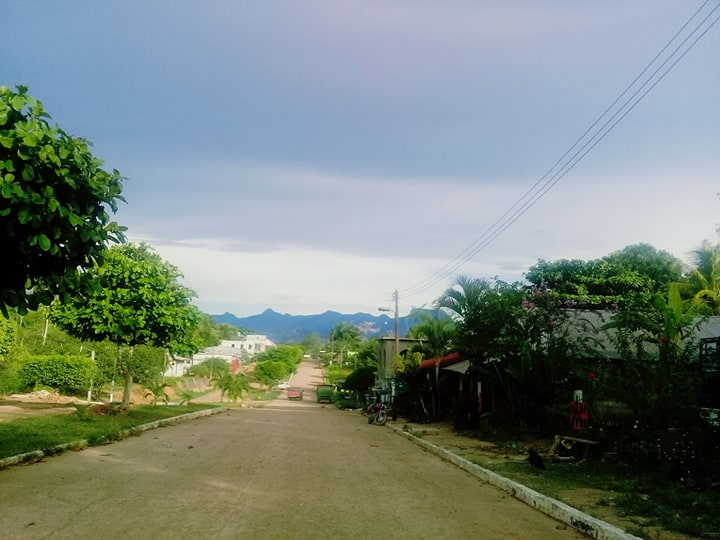
Plan de Arroyo Uxpanapa Veracruz

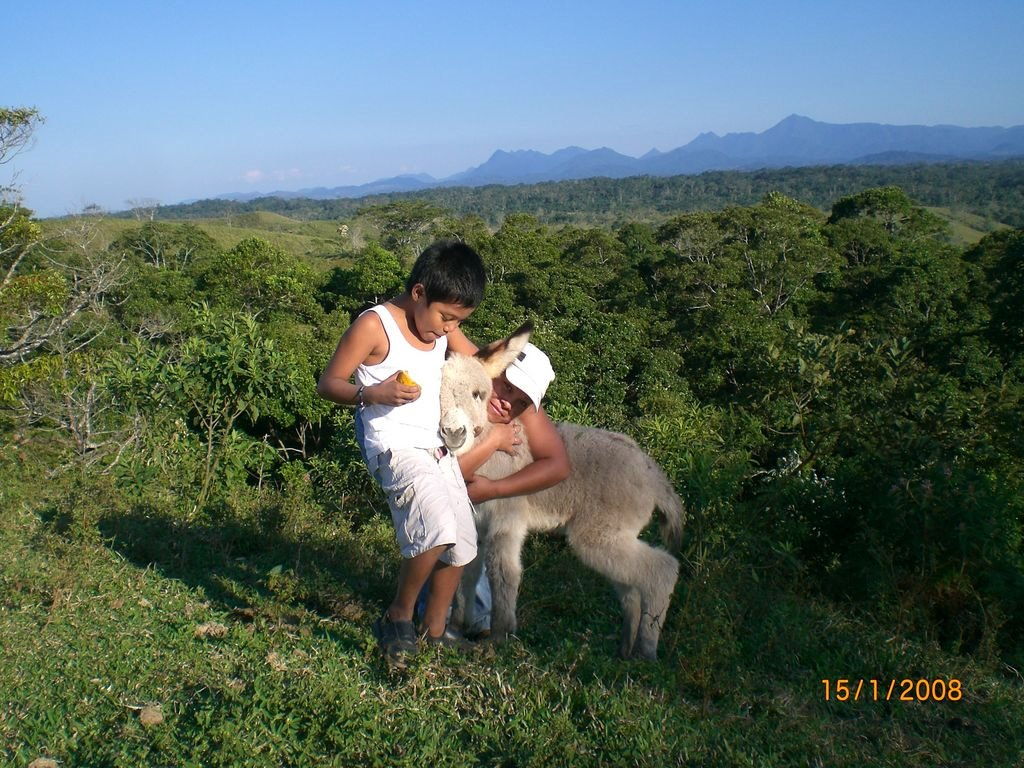
Abrazando un burrito selva Uxpanapa Veracruz México

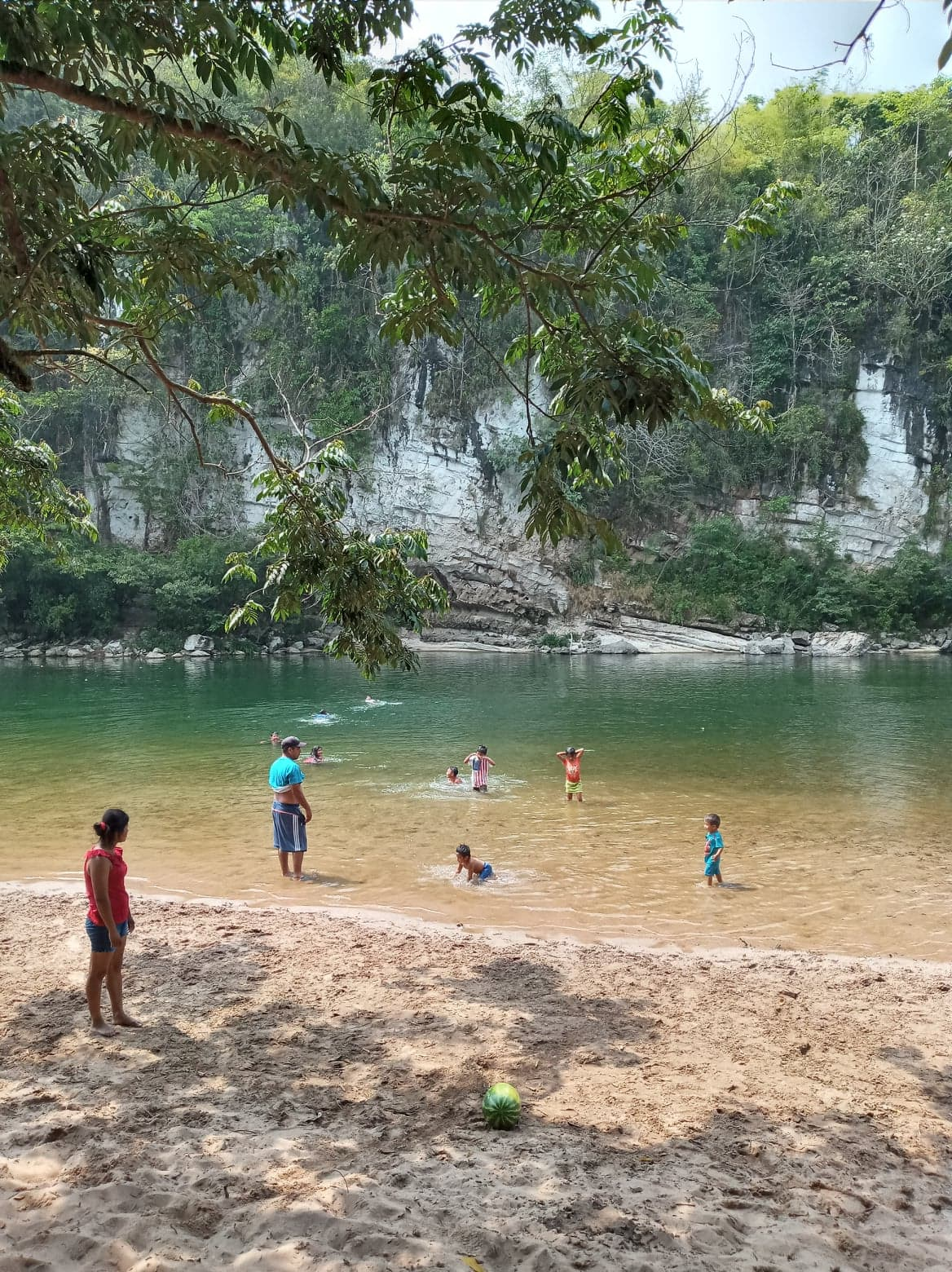

### División administrativa
Para el gobierno interior del municipio, este se encuentra dividido en 11 agencias municipales y 85 subagencias municipales.

### Representación legislativa
Para la elección de Diputados, tanto federales como locales, el municipio de Uxpanapa se encuentra integrado de la siguiente manera:
Local:
- XXVIII Distrito Electoral Local de Veracruz con cabecera en Minatitlán.

Federal:
- Distrito electoral federal 14 de Veracruz con cabecera en Minatitlán.[12]

### Presidentes municipales
- (1997): Consejo Municipal
- (1998 - 2000): Armando Mariano Hipólito
- (2001 - 2004): Diego Pacheco Rodríguez
- (2005 - 2007): Manuel Francisco Santiago
- (2008 - 2010): Juan Cuauhtémoc Vargas Mendoza
- (2011 - 2013): Juan Patricio Regules Villalobos
- (2014 - 2017): Pablo Prieto Morales
- (2018 - 2021): Esteban Campechano Rincón
- (2022 - 2025): Alonso Jaimes Ayala™